# 仙台育英学園高等学校
仙台育英学園高等学校（せんだいいくえいがくえんこうとうがっこう、英: Sendai Ikuei Gakuen Senior High School）は、宮城県仙台市宮城野区と同県多賀城市、および同県登米市にある私立高等学校。通称は「仙台育英」（せんだいいくえい）。秀光中学校とは併設型の中高一貫校。

## 概要
学則定員生徒数は3000名の超マンモス校であり、例年平均3300人ほどの生徒が学んでいる。
キャンパスは仙台市宮城野区の「宮城野キャンパス」、多賀城市の「多賀城キャンパス」、登米市の「東和蛍雪キャンパス」の3つのキャンパスがある。
同学園は、高校野球において甲子園大会の常連出場校として特に知られている。2022年に行われた第104回全国高等学校野球選手権大会において、東北勢として初優勝を果たし、春夏を通して初の優勝旗の「白河の関越え」を達成した。また、春夏通じて100校目の甲子園優勝経験校となった。
運営法人は学校法人仙台育英学園で2021年度から秀光中学校と併設型の中高一貫校となっている。

## 学園沿革
- 1905年（明治38年） - 加藤利吉が私塾「英育会」（その後「育英塾」に改組）を設立。
- 1913年（大正2年） - 仙台育英学校へ移行。東北高等予備学校併設。
- 1922年（大正11年） - 私立仙台育英中学校開校。創立者加藤利吉が校長に就任する。
- 1930年（昭和5年） - 現在の校歌制定。
- 1951年（昭和26年） - 学校法人仙台育英学園設立認可。加藤利吉が理事長に就任。
- 1955年（昭和30年） - 仙台育英高等学校、仙台育英商業高等学校併設。
- 1956年（昭和31年） - 仙台育英中学校閉校。
- 1962年（昭和37年） - 仙台育英高等学校・仙台育英商業高等学校を併合。仙台育英学園高等学校となり、普通部・商業部と改称。
- 1963年（昭和38年） - 6月23日。日本初の高校生による国際奉仕クラブ、インターアクトクラブ結成[3]。100余名で発足。当時世界第一の規模を誇った[要出典]。
- 1976年（昭和51年） - 普通部・商業部を普通科・商業科と改称。
- 1984年（昭和59年） - 商業科を廃止し、全日制普通科総合コース制（県下初）を導入。特別進学コース、教養コースを設置。
- 1986年（昭和61年） - 外国語コースで女子受け入れ開始により共学化（全面共学化は後年）。
- 1998年（平成10年） - 広域通信制課程設置。
- 1999年（平成11年） - 新コース「秀光コース（秀光中からの 6 ヵ年一貫のコース）」設置。
- 2003年（平成15年） - 秀光中学校と秀光コースの併設型中高一貫教育校から、中等教育学校に移行するため、「秀光コース」廃止。
- 2005年（平成17年） - 学園創立100周年。
- 2014年（平成26年） - コース改編（英進進学コースⅠ類は「英進進学コース」に、英進進学コースⅡ類は「情報科学コース」に、フレックスコースⅠ類は「フレックスコース」に、フレックスコースⅡ類は「技能開発コース」に）を実施。
- 2018年（平成30年） - 秀光中等教育学校前期課程修了者の受け入れる形で普通科「秀光コース」復活。
- 2021年（令和3年） - 秀光中学校と併設型の中高一貫校に移行[1]。
- 2022年（令和4年） - 硬式野球部が第104回全国高等学校野球選手権大会で初優勝。
- 2023年（令和5年） - 硬式野球部が第105回全国高等学校野球選手権大会にて準優勝。
- 2025年（令和7年） - 第120期生が入学。新入生より体育着のデザインが約20年ぶりにリニューアル。

## キャンパス沿革

### 宮城野キャンパス
- 1949年（昭和24年） - 宮城野原に初代宮城野キャンパスが完成・移転。終戦後の復興の象徴として新校舎が建設された。
- 1961年（昭和36年） - 校舎「南冥」落成を皮切りに、キャンパスの一部整備が開始される。
- 1965年（昭和40年） - 宮城野キャンパスで不審火が発生し、第二北辰、図書館、体育館が焼失。これにより初代宮城野キャンパスの多くの施設が消失。
- 1973年（昭和48年） - 第二北辰や記念1号館の完成をもって、耐震・防火性を高めた二代目宮城野キャンパスが整備完了。
- 2011年（平成23年） - 東日本大震災により宮城野キャンパスが甚大な被害を受ける。第一北辰・第二北辰以外の棟が使用不可能となる。
- 2013年（平成25年） - 宮城野キャンパス全面建て替えが行われ、三代目宮城野キャンパスが竣工。震災からの復興と新たな教育環境の象徴として機能している。

### 多賀城キャンパス
- 1984年（昭和59年） - 多賀城市高橋地区に新たな校地の取得を開始。
- 1992年（平成4年） - 多賀城キャンパスの一部が完成し、開校式を実施。進学教育・国際教育の新たな拠点として整備が始まる。
- 1993年（平成5年） - 英進進学コース・特別進学コースの授業を多賀城キャンパスで開始。グローリーホール（体育館）、寄宿舎「IKUEI88」などの施設も順次完成し、キャンパスが本格稼働。以降、仙台育英学園キャンパスの一つとして機能している。

### 松島キャンパス（1994年～1999年）
- 1994年（平成6年） - 松島キャンパスが開校。男子対象の「国際教養コース」を設置。
- 1999年（平成11年） - 松島研修センターの拡充に伴い、松島キャンパスを廃止。国際教養コースは募集停止となり、在籍生徒は英進コース・教養コースへ転コース。松島キャンパスは短期間の運用にとどまり、キャンパスとしての役割を終えた。

## 課程・コース

### 全日制課程
全7コースが普通科であり、単位制である。

#### 秀光コース(Shukoh Course)
宮城野キャンパスに設置されている男女共学のコース。基本的に秀光中学校からの内部進学生徒を受け入れ、中高一貫教育を行っている。「Language, Music & Science」を教育の柱とし、国際社会で活躍できるグローバル人材の育成を目指す。医歯薬系を含む国内難関大学や海外大学への進学を目標とし、一般選抜、総合型選抜（IB入試含む）、海外大学入試を積極的に活用する。

#### 特別進学コース(Special University Preparatory Course)
宮城野キャンパスに設置されている男女共学のコース。国公立大学や難関私立大学への現役合格を目標とする。超難関大学を目指す東大選抜クラスを設置し、習熟度・進路に応じたクラス編成、特別講習、自学自習の習慣を身につける宿泊研修など、多様な学習機会を提供。東京大学、京都大学、東北大学、慶應義塾大学、早稲田大学などへの合格者を多数輩出している。

#### 情報科学コース(Computer Science Course)
宮城野キャンパスに設置されている男女共学のコース。前身は、2010年度に設置された「英進進学コースⅡ類」である。ICT教育に特化し、全科目で1人1台のPCを活用している。グローバルライセンス（Microsoft Office Specialist）などの情報処理資格取得を推進し、ICT関連大学や専門学校への進学をサポート。1・2年次にはeスポーツ講座、2年次にはハワイ研修を自由選択科目として履修可能である。

#### 外国語コース(Foreign Language Course)
多賀城キャンパスに設置されている女子のみ受け入れているコース。英語を中心とした外国語教育を重視し、外国語系・文系大学への進学を目指す。外国人講師による実践的な英語授業、海外留学・語学研修、英検・TOEIC対策を実施。日本伝統文化の理解促進のため、茶道・華道の授業も行う。2年次にはハワイ研修が行われ、国際バカロレアの受講は本コースへの編入が必要となる。

#### 英進進学コース(Personal Advancement Course)
多賀城キャンパスに設置されている男女共学のコース。大学進学を意識した多様な選択科目と、受験対策・英語力向上を重視したカリキュラムを展開。生徒の適性・進路に応じて、文系・理系6つの系に分かれた指導体制を整え、レクチャークラスなどを通じて個々の習熟度に対応した学習支援を行っている。

#### フレックスコース(Flex Course)
多賀城キャンパスに設置されている男女共学のコース。全国トップレベルの部活動に励みながら、総合型選抜・学校推薦型選抜に対応できる実力と実績を身につけ、大学進学をはじめとする進路の達成を目指すコース。3年間の「文武両道」を高いレベルで実現するため、学校独自の科目を多数設置するなど、コースオリジナルのカリキュラムで全面的にサポートしている。

#### 技能開発コース(Skill Development Course)
多賀城キャンパスに設置されている男女共学のコース。専門的な講座で経験を積み、大学・専門学校への進学や技能適性のある業界への就職を目指すコース。専門的な学びを得られる機会として、オンラインショッピングモールを運営する「せんだいまなびや」をはじめ、製造から販売までを体験する「パティシエ&ベーカリー」や「幼児・保育基礎」、「自動車整備技術」など人気職業の選択講座を数多く設置している。

### 広域通信制課程
宮城校、青森校、沖縄校の全てのスクールが普通科IDコースである。

#### IKUEI LEARNING CENTER （ILC宮城・ILC青森・ILC沖縄）
4月と10月、年2回の入学機会がある。学習の進め方は、面接指導（スクーリング）の授業と、定められた報告課題（レポート）を提出。年間2回実施する期末試験に合格すれば、単位が認定される。スクーリングは、仙台市宮城野区にある宮城野キャンパス「ILC宮城」のほか、「ILC青森」、2022年3月開校の「ILC沖縄（仙台育英学園沖縄高等学校キャンパス内）」でも実施されている。

## 制服
制服は、3タイプが存在し、いずれも全日制課程の各コースで採用されている。男女ともに着用可能な「ブレザー・スラックス型」と、女子生徒が着用する「ブレザー・スカート型」は、いずれも緑のタータンチェック柄のボトムを基調としている。特に「ブレザー・スカート型」のブレザーは、全国的にも珍しい濃緑色である点が特徴である。また、秀光コースおよび特別進学コースの男子生徒には、「詰襟型」制服も用意されており、これはいわゆる「学習院スタイル」として知られるデザインを採用している。

## キャンパスアクセス
いずれもスクールバスとしてのシャトルバス、ラインバスを運行している。2025年度より、「シャトルバス」は9路線から5路線に再編し、学期定期券で年間で86,000円。「ラインバス」については3路線から7路線へと拡大し、定期券の購入は不要で、申込時に利用手数料年額8,000円が必要。
※おもに平日授業日・学校行事日の通学時に運行。

### 宮城野キャンパス
- 宮城野原駅に隣接している。
- 仙台市営バス 「X230・X233・J230/230・J233/233」「仙台育英学園前」下車。

### 多賀城キャンパス
- 中野栄駅より徒歩5分。
- 仙台市営バス「J205/205・85」　｢高橋｣下車。徒歩5分。[6]

### 東和蛍雪キャンパス
- 石越駅または新田駅より車で約30分。

## 部活動
文化会学芸部では、書道部が全国大会において優勝や入賞を多数達成している。なお、高校には珍しいラクロス部が存在する。

### 硬式野球部
甲子園大会は春（選抜高等学校野球大会）15回、夏（全国高校野球選手権大会）29回、計44回出場。2022年第104回全国高校野球選手権において東北勢として春夏通じて甲子園初優勝を果たし、優勝旗の「白河の関越え」を達成した。また、明治神宮野球大会で2度、国体で1度全国制覇している。
- 1963年・第45回全国高等学校野球選手権大会初出場、初戦敗退
- 1968年・第40回選抜高等学校野球大会初出場、2回戦進出
- 1989年・第71回全国高等学校野球選手権大会　準優勝
- 2001年・第73回選抜高等学校野球大会準優勝
- 2012年・第67回国民体育大会高等学校野球競技・大阪桐蔭高等学校と両校優勝
- 2012年・第43回明治神宮野球大会　優勝
- 2014年・第45回明治神宮野球大会　優勝
- 2015年・第97回全国高等学校野球選手権大会準優勝
- 2022年・第104回全国高等学校野球選手権大会東北勢甲子園初優勝
- 2023年・第105回全国高等学校野球選手権大会準優勝

### インターアクト部
インターアクトクラブ（IAC）とは、奉仕と国際理解に貢献する青少年のため、ロータリークラブ（RC）により提唱された世界的団体である。参加資格は現役高校生、もしくは12～18歳の青少年である。
仙台育英学園高校IACは、1963年6月27日に日本初のIACとして結成された。仙台東ロータリークラブにより提唱された同団体には100人を超える会員が集い、当時世界最多の会員数を擁した。
仙台育英学園高校IACは、清掃奉仕や小さな親切運動などのボランティア活動にて、1967-68年度の「インターアクト国際ロータリー賞」を受賞した。IAC設立後は、海外留学制度が普及された。
2018年11月、仙台育英学園高等学校インターアクトクラブは、「世界中の人々と地域社会のために『ロータリー：変化をもたらす』のテーマを実践したこと」により、イアン H.S.ライズリー国際ロータリー会長から『2017-18年度 会長賞』の賞状が贈られる。

### 軟式野球部
軟式野球部は2002年第47回全国高等学校軟式野球選手権大会で優勝を果たしている。
- 2002年・第47回全国高等学校軟式野球選手権大会で優勝。東北勢の優勝は、1967年第12回大会の黒沢尻工業高等学校以降、計4校が計5回を数える。（2022年現在）

### 陸上競技部
全国高等学校総合体育大会陸上競技大会（インターハイ）では、2008年に男子総合優勝1回の実績がある。
全国高等学校駅伝競走大会の優勝回数は男子（8回）・女子（全国最多5回）合わせて13回を数える。また1993年に史上初の男女同時優勝を達成し、かつ2019年にこちらも史上初となる2回目の男女同時優勝を達成した。合計2回の男女同時優勝(アベック優勝)は、広島県立世羅高等学校と並び最多記録である（2022年現在）。
- 全国高等学校駅伝競走大会での優勝歴（太字年は男女同時優勝）
  - 男子・1993年、1999年、2001年、2003年、2004年、2005年、2007年、2019年
  - 女子・1993年、1994年、2017年、2019年、2021年

2020年には、同高2年生米澤奈々香が日本選手権女子1500mで4:15:62をマークし田中希実に次ぐ2位に入った。

### ラグビー部
第102回全国高等学校ラグビーフットボール大会（2022年度）まで27年連続29度の全国高等学校ラグビーフットボール大会出場。
- 2000年度・第1回全国高等学校選抜ラグビーフットボール大会優勝
- 2000年度・第80回全国高等学校ラグビーフットボール大会ベスト4（準決勝佐賀工業高校戦で抽選の結果敗退[10]）
- 2001年度・第81回全国高等学校ラグビーフットボール大会ベスト4

### サッカー部
全国高等学校サッカー選手権大会に36回の出場を数える(2022年現在)。
第2回U18青森ユースサッカーフェスティバルでは全国屈指の強豪である青森山田高校を下して無敗優勝。
- 1956年度・第35回全国高等学校サッカー選手権大会　ベスト4
- 1964年度・第43回全国高等学校サッカー選手権大会　ベスト4

## 出来事

### 東日本大震災の影響
三代目新宮城野キャンパスの完成
2011年3月11日の東日本大震災で甚大な被害を受けた宮城野キャンパス各校舎は、2012年1月から改修工事が進められ、2013年3月24日に竣工した。同年4月9日には開校式が挙行され、授業が開始した。三代目新宮城野キャンパス各校舎として完成したのは「栄光」「南冥」「北辰」の3つの棟。「栄光」と「南冥」との間には、学園創立者である加藤利吉を記念した「GP（Great Principal）ホール」も建設された。
多賀城キャンパスグラウンド整備
2013年3月多賀城キャンパスグラウンド（野球場「真勝園」、多目的グラウンド（サッカー場）、テニスコート）が人工芝に整備された。

### 暴走RV車の危険運転による交通事故の追悼
同学園には、毎年5月頃その年の新入生一同が多賀城キャンパスから松島研修センター（旧・松島キャンパス）まで踏破する、「さつき祭」という恒例行事があった。
ところが、2005年のさつき祭ウォークラリーの際、暴走した飲酒運転のRV車が生徒たちの列に突っ込み、生徒15人が重軽傷を負い、3名が死亡する事故が発生した。この死亡事故以後、多賀城キャンパス内に「夢の途中」という碑文が記されたメモリアルストーンを設置し、毎年5月22日を「I-Lion Day」と制定し、亡くなった生徒の追悼と飲酒運転撲滅運動を生徒会主催で行っている。

## 不祥事
- 1985年、3年生野球部員が1年生部員と2年生部員にカンパと称して恐喝を行っていたことが発覚し、夏季の地区予選を辞退。
- 2001年、野球部員がキセル乗車を行っていたことが発覚し、キセル乗車を告げ口したサッカー部の部員を野球部が集団リンチをしたとも報じられた。その他、予てより報告されていた上級生の下級生に対する暴力行為などの不祥事を鑑みて、野球部は活動休止に(後に活動再開)。
- 2009年、2年生の中国人留学生が学生寮で3年生の他の中国人留学生を果物ナイフで刺傷して殺人未遂容疑で逮捕。学校側は事件発生時に救急車を呼ばず、教員の車で被害者を搬送して隠蔽を図ったが、4日後に発覚。
- 2011年、野球部員7人が宮城県多賀城市内にあるリサイクルショップに不法侵入したとして書類送検された。書類送検された7人の野球部員は1週間の自宅謹慎処分。その他55人の野球部員も1週間の部活動停止と東日本大震災の被災地でのボランティア活動への従事[12]。
- 2012年、16歳の男子生徒が根性焼きなどのいじめを受けていたことが明らかになった。学校側は当初いじめを認めず、やけどの痕を見せてほかの生徒を動揺させたとして男子生徒に自主退学を求めていたが、同年9月にいじめを認めて謝罪。男子生徒は別の高校に転校した。いじめの加害者の内の複数人は、傷害容疑で宮城県警察に書類送検され、仙台家庭裁判所に送致された[13]。
- 2014年にレスリング部員2年生2人が恐喝、殺人未遂で書類送検された。
- 2017年11月27日に硬式野球部員2年生2人、同部を引退した3年生6人、剣道部を引退した3年生2人の計8人が仙台市青葉区内の飲食店で飲酒・喫煙をしていたことが発覚し、学校側では同年12月6日より硬式野球部と剣道部を無期限の活動休止とした[14]。事件後、学校の公式ホームページでは部員達の常習的な飲酒・喫煙が報告されていた[15]。

## 著名な出身者

### 野球
- 天野勇剛
- 石崎一夫
- 入江大樹
- 上林誠知
- 梅津晃大
- 大久保美智男
- 大越基
- 加藤俊夫
- 金村曉
- 関東孝雄
- 菊池俊夫
- 木村謙吾
- 熊谷敬宥
- 郡司裕也
- 佐藤世那
- 佐藤由規
- 佐藤貴規
- 志田宗大
- 鈴木郁洋
- 高橋顕法
- 高橋正巳
- 長島哲郎
- 中谷翼
- 中根佑二
- 中濱裕之
- 新沼慎二
- 西巻賢二
- 橋本到
- 馬場皐輔
- 平沢大河
- 星孝典
- 眞山龍
- 矢貫俊之
- 山田脩也
- 渡辺勉
- 松原聖弥
- 須江航（同校監督）
- 佐藤貴博

### ラグビー
- アンダーソン・ネーサン
- 阿部浩士
- 荒木達也
- 太田祐介
- 菅原祐輝
- 鈴木亮大郎
- 須田康夫
- 千葉雄太
- 冨沢智也
- ニールソン武蓮伝
- 畠山健介
- 武者大輔
- 森太志
- 矢富洋則
- 菊田圭佑

### サッカー
- 大久保将人
- 熊谷駿
- 千田海人
- 中島浩司
- 芳賀博信
- 武藤真一
- 志村滉

### バレーボール
- 大友愛

### 陸上
- 井村久美子
- 絹川愛
- 佐藤秀和
- サムエル・カビル
- サムエル・ワンジル
- ジェームス・ワイナイナ
- ジュリアス・ギタヒ
- 菅原新
- 高橋優太
- 谷真海
- ダニエル・ジェンガ
- 服部勇馬
- ミカ・ジェル
- 梁瀬峰史
- 吉居大和
- 米澤奈々香

### 格闘技
- 佐藤仁徳
- 芳賀勝男
- たこ八郎（斎藤清作）
- 平直行
- マキシモ・ブランコ

### 卓球
- 岸川聖也
- 平野早矢香
- 大岡博華

### ゴルフ
- 岩田寛
- 星野英正

### 芸能
- 尾形貴弘
- 小山羊右
- 高橋ジョージ（中退）
- 渡邊卓也
- 林朝子
- HIRO（LGYankees）
- 水澤紳吾
- 三又又三
- 山谷祥生
- ワッキー貝山
- 増子敦貴

### 文化
- 浅沼晋太郎
- 佐藤太
- 岩井渓
- 藤村新一
- 丸山ゴンザレス

### その他
- 庄子賢一（政治家）
- 堀内正人（雀士）
- 尾形和幸（調教師）

## 学校関係者
- 加藤榮吉（設立者の弟）
- 渡辺高夫（元・陸上競技部総監督）
- 竹田利秋 （元・野球部監督)
- 佐々木順一朗 （元・野球部監督)